# Igreja de Nossa Senhora do Amparo (Algarvia)

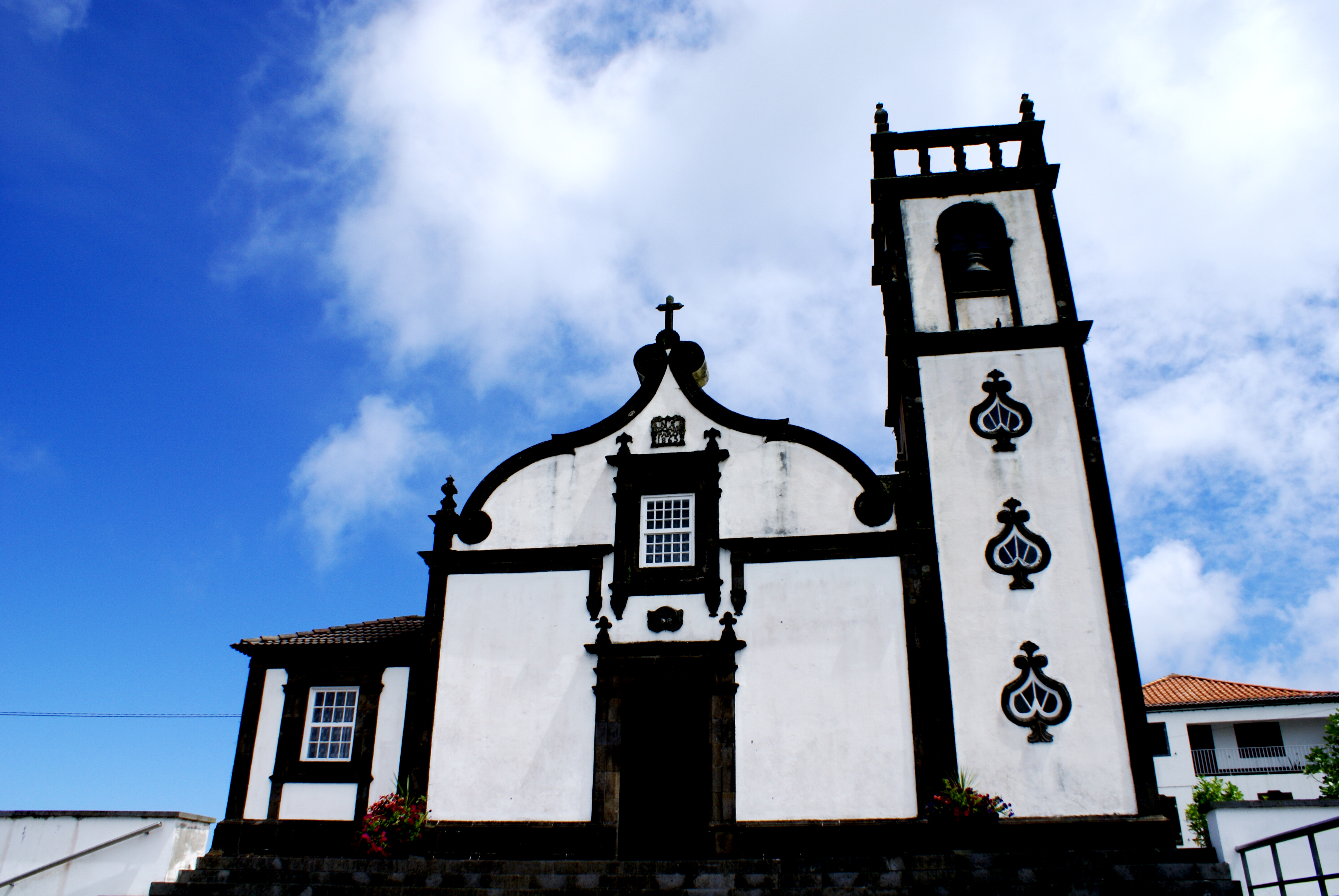
Igreja de Nossa Senhora do Amparo, fachada

A Igreja de Nossa Senhora do Amparo (Algarvia) é um templo cristão português localizado na freguesia da Algarvia, concelho da Vila do Nordeste, ilha de São Miguel, arquipélago dos Açores.
Este templo encontra-se dedicado à evocação de Nossa Senhora do Amparo. A data de festividades desta igreja ocorre entre no último fim-de-semana de Julho de cada ano.
Em homenagem a padroeira, o Maestro Ernesto de Medeiros Araujo Borges, conhecido como "Ernesto da Música", Açoriano de Algarvia compôs o Hino de Nossa Senhora do Amparo pela Filarmônica Estrela do Oriente, que inicialmente se chamava Lira de Nossa Senhora do Amparo. Filarmônica situada em frente a Igreja de Nossa Senhora do Amparo em Algarvia.

## Galeria

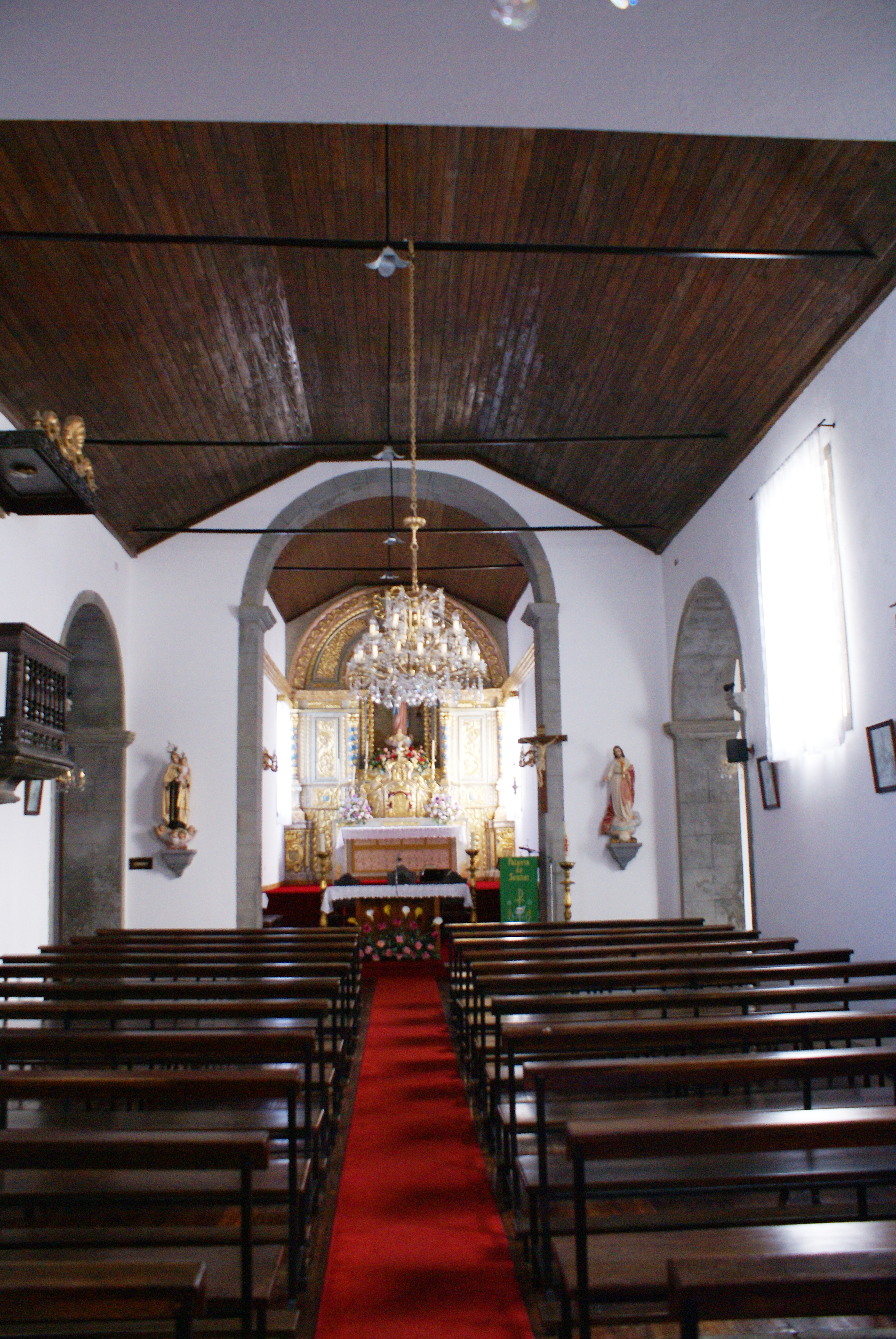
Igreja de Nossa Senhora do Amparo, nave